# Reserva natural Guardia del Juncal
La Reserva natural Guardia del Juncal es un área natural protegida ubicada en el partido de Cañuelas, en la provincia de Buenos Aires, dentro de la cuenca Matanza-Riachuelo. El área comprende el casco histórico Guardia del Juncal, el Museo Guardia del Juncal y el área natural, con una superficie total de 137 ha. La estancia era propiedad de Ronaldo Urruti, quien en 1997 la donó al municipio de Cañuelas para que crearan una reserva. En el año 2006 la legislatura bonaerense la declaró reserva provincial mediante la ley provincial N° 13.530.
La reserva se encuentra en una zona de pastizales y vegetación típica de la región pampeana. En la reserva pueden encontrarse diversas especies de aves y otra fauna.
La reserva se encuentra en un estado de relativo abandono. En 2020, funcionarios provinciales recorrieron el área y encontraron diversas irregularidades y solicitaron que se genere un plan de conservación y se designe un guardaparques. El Museo fue saqueado.